# ポンチキ

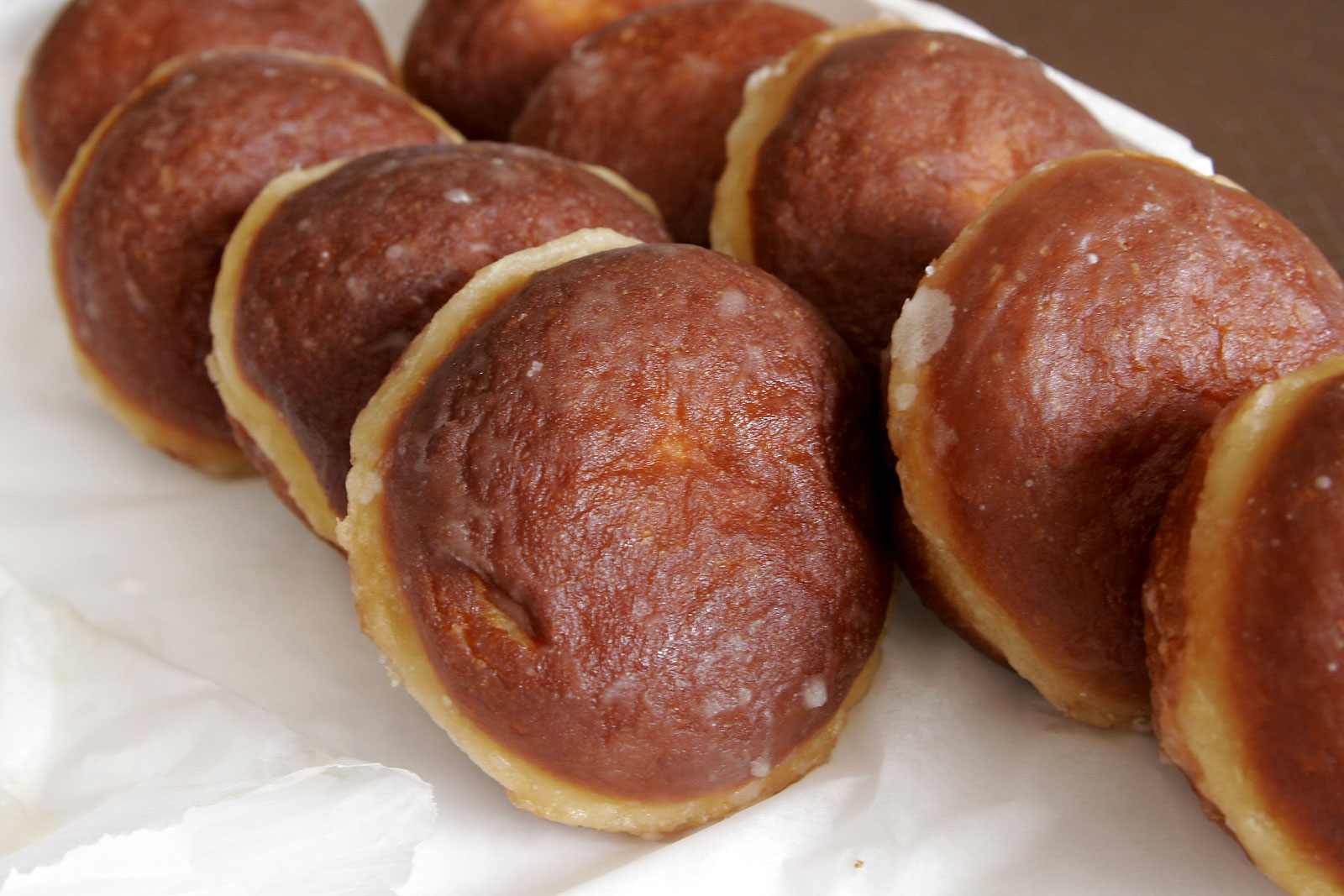
典型的なポンチキ

ポンチキないしポンチュキ（ポーランド語: pączki）は、ポーランドのペイストリー。「穴のあいていないドーナツ」と表現されることもある。本国では国民食として普及しており、ジャム（薔薇など）やクリーム入りもある。米国（後述）などポーランド系移民がいる国でも食されているほか、日本にも取扱店がある。
ポンチキはポーランド語の単語「ポンチェック」の複数形。「ポンチェック」という言葉は「つぼみ（蕾）」を意味する語「ポンク」の縮小辞（「～ちゃん」のような意味を加える方法）の単数形で、「ポンチェック」は「（1個の）つぼみちゃん」という意味。したがって複数形の「ポンチキ」は「つぼみちゃんたち」の意味。
英語では「ポンチキ」ないし「パンチキ」と発音するのが普通で、「PUNCH-key」あるいは「PUNCH-kie」と発音しろと書かれていることが多い。これはポーランド語の発音や綴りから来るものであるが、なかには「プンチキ」「ピンチキ」「ペーンチキ」などと発音する人もいて、かなりいい加減である。英語圏の人々はポンチキ（英語ではポーランド語のąの文字がないためpaczkiと綴る）を単数形と捉え、複数形を「ポンチキーズ」（paczkis）とすることが多い。
ロシア語では「ポーンチク」（пончик）と呼ばれているが、サンクトペテルブルグでは「プィーシカ」と呼称されている。

## 典型的なポンチキ

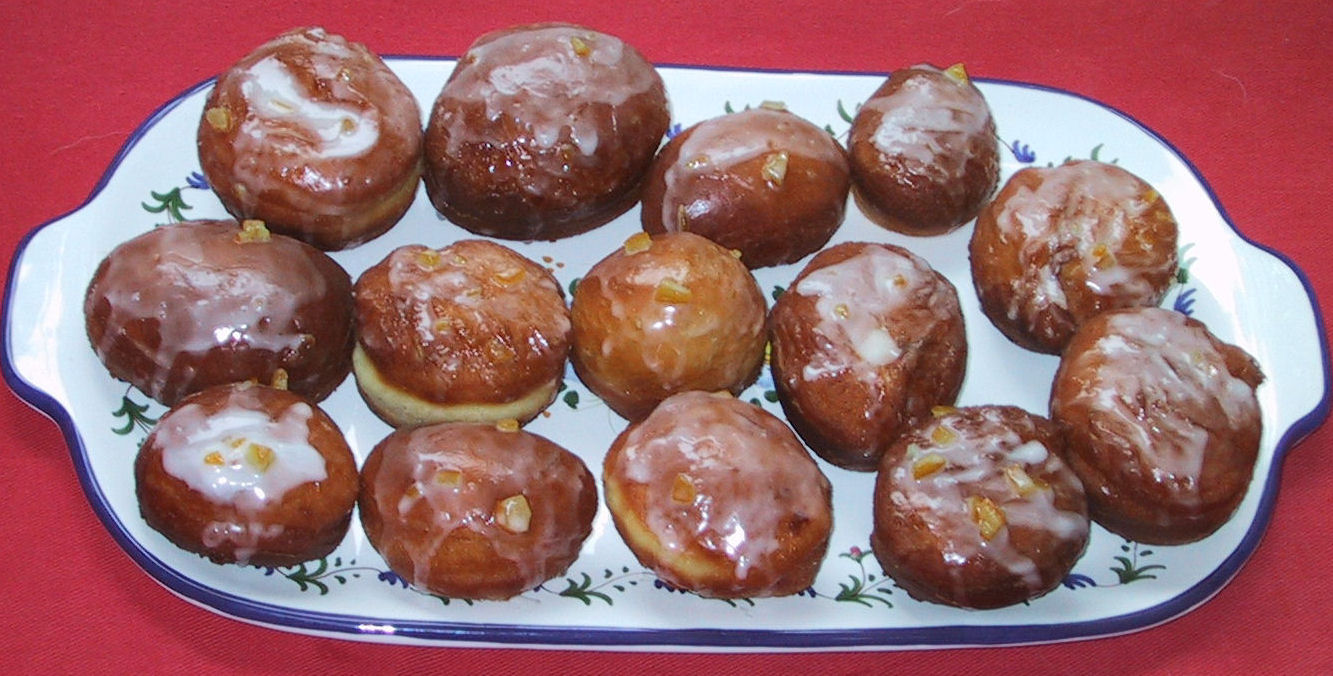
ポーランドの家庭の手作りポンチキ

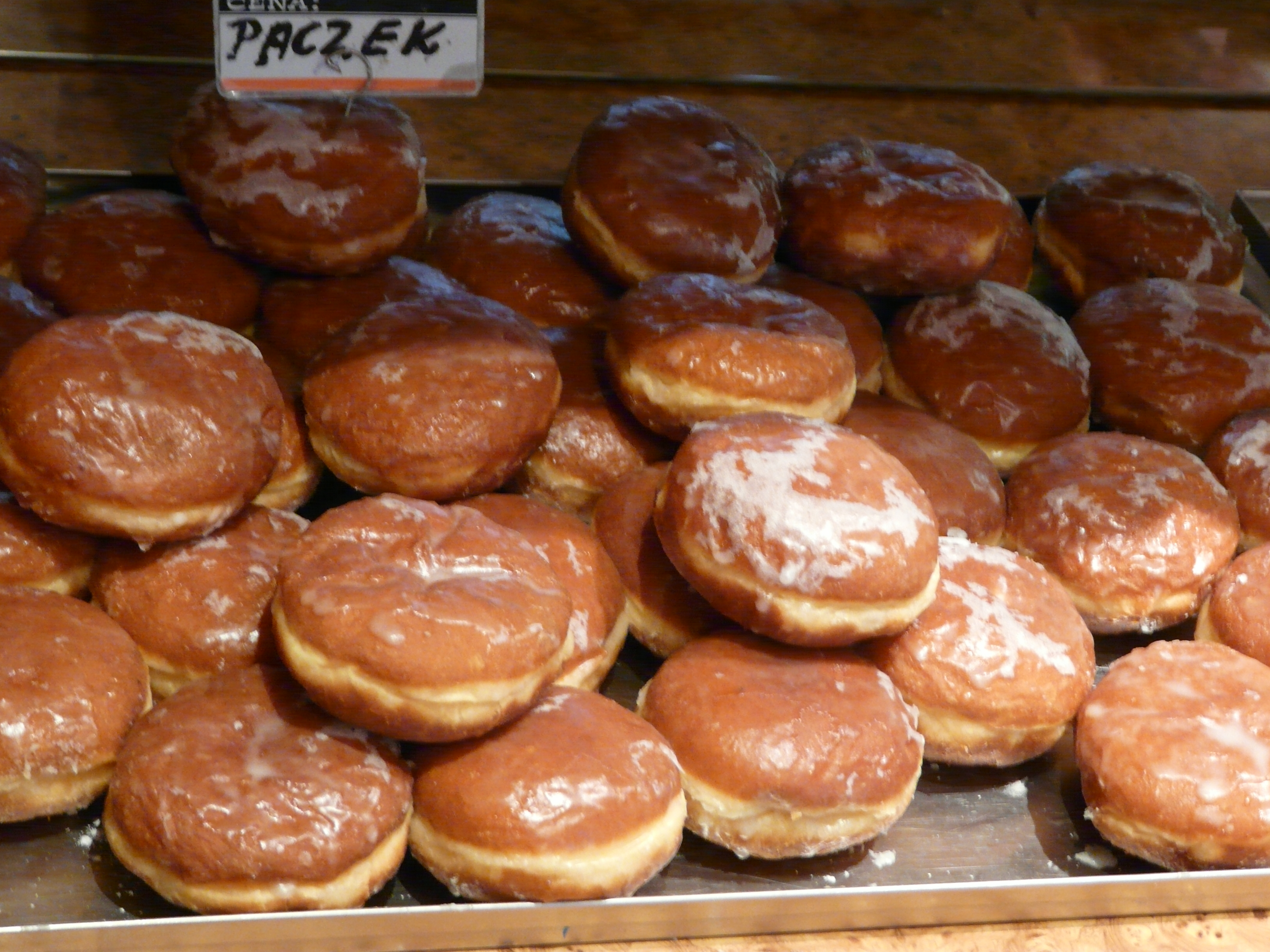
ポーランドの店で売られているポンチキ

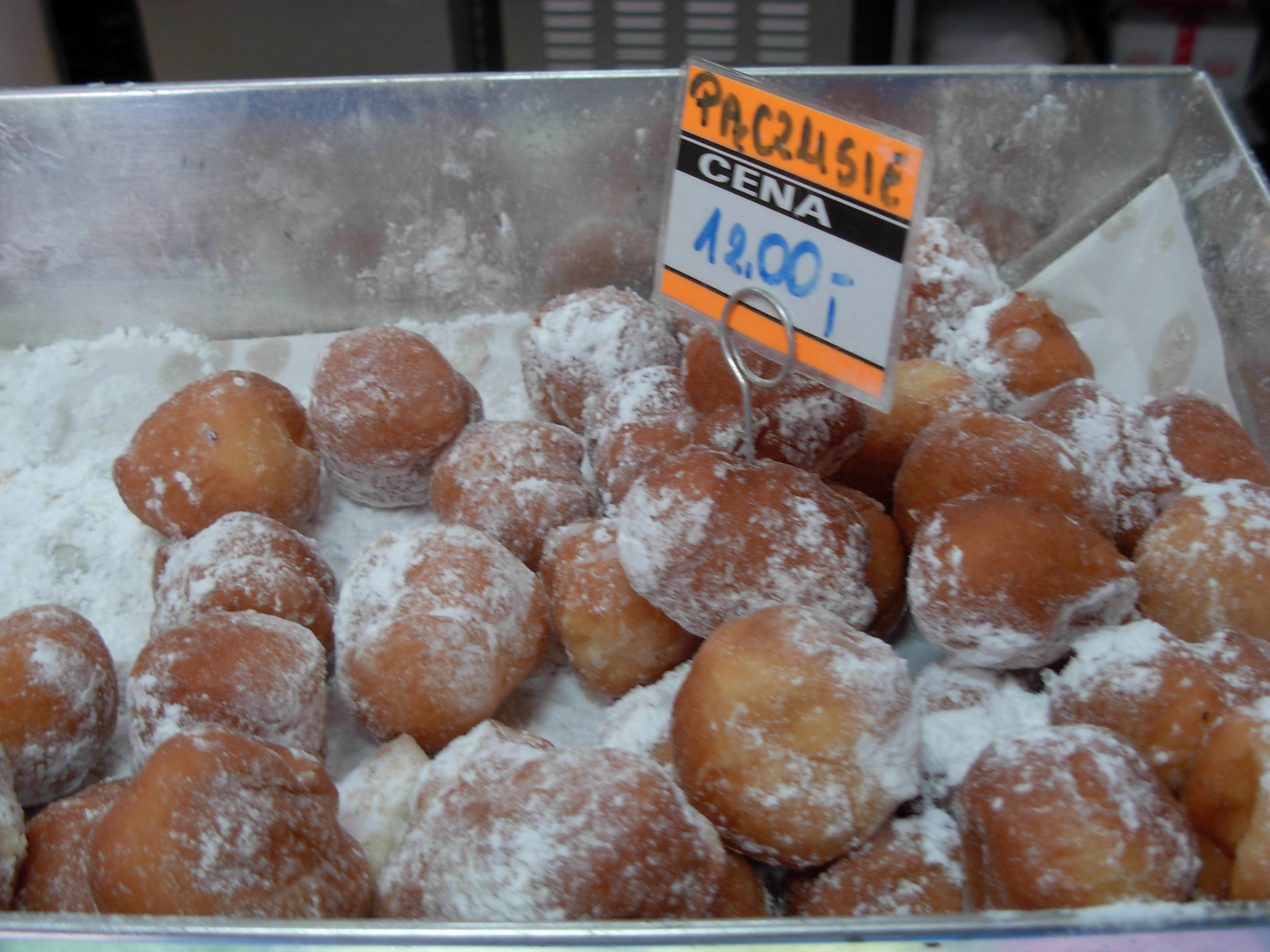
ひと口ポンチュキの「ポンチューシェ」

ポンチェックは平たい球形にした生地の中にコンフィチュールあるいはその他の甘いフィリングを詰め、揚げたもの。少量のお酒（伝統的にはスピリタス）を生地に加える。揚げるときに生地に混ぜたアルコール分が蒸発することで、油が生地の奥に浸入するのを防ぐ。
ポンチキの見た目はベルリーナー・プファンクーヘン（米国で一般的に「ジェリー・ドーナツ」、英国やオーストラリアで「ジャムドーナツ」と呼ばれるもの）と一見よく似ているが、ポンチキの場合は鶏卵、油脂、砂糖、牛乳などを加えた、かなりリッチな生地を使用するため味や食感がベルリーナーとは大幅に異なる上、近くで見ると生地の見かけの質感もはっきりと異なる。米国においてポンチキとジェリー・ドーナツ（ベルリーナー）の両方が定着している地方（中西部やニューヨークなど）では両者を別個のお菓子と捉えている。
ポンチキのなかには様々なフルーツやクリームのフィリングが中に入っている。また、グレーズされていたり、グラニュー糖やパウダーシュガーをかけてあったりする。上面の中心にリキュールやウォッカに漬けたオレンジピールの小片や塩漬けの花などが乗っていたりすることもあり、こういうポンチキは日本のあんぱんを揚げたようにさえ見える。
ワイルドローズの花びらのグラッセ、ワイルドローズヒップのジャム、ポヴィドワ（ポーランド伝統の、煮詰めたプルーン）がポーランドにおける伝統的なフィリング。しかし、アプリコット、ストロベリー、ババロア、ブルーベリー、カスタード、ラズベリー、アップルなどといった、他のフィリングも使われることがあるが稀。日本のあんぱんがフィリングを注入するか、あるいは生地を丸め込むように詰めてしまうのに対し、ポンチキは上面になる生地と下面になる生地の2つでフィリングを挟み込み、餃子（ポーランドではピエロギ）の要領で接着部分を指ないし専用の器具で潰して上下の面を接着することが多く、独特の「耳」のある形状はそのためである。ただし、ポンチキの横から棒状の器具で横から穴をあけ、ケーキに使うような口金つきの押し出し袋を用いてフィリングを注入する製法もある。
ポンチキは遅くとも中世には既に知られていた。古い時代のポンチキには名称を除いてベルリーナー・プファンクーヘンとの明確な相違は見いだせない。18世紀に活躍した歴史学者イェンジェイ・キトヴィチは、アウグスト3世王の治世にフランスからやってきた料理人たちがポンチキの生地を、より軽く、よりふわふわとし、よりモチモチとしたものへと改良した、と記している。
ひと口サイズのポンチキは「ポンチューシェ」（pączusie）と呼ばれる。「ポンチューシェ」は「小さいポンチキ」を表すため、「小さいつぼみちゃんたち」の意味になる。形も大きさも様々なものを混ぜて店頭に出され、1個売りでなく、1キログラムいくらで量り売りされていることが多い。

## ポンチキの日
ポーランドではポンチキは他のケーキや菓子パンの類と同様に平時のおやつやお茶菓子でもあるが、脂の木曜日（四旬節期間直前の木曜日）に特に大量に食べられている。この日はポンチキを手作りする家庭も多いが、ポンチキを作って売るパン屋、ケーキ屋、カフェに買いに来る人も多く、店の前は長蛇の行列となる。この日は一人数個ないし数十個のポンチキを食べるため、店ではそれぞれの客が数十個ないしそれ以上のポンチキを買っていく。また、この日の夕方から翌日にかけての時候の挨拶は特に決められているわけでもないのに、みな「ポンチキを何個食べましたか？」で始まるポンチキの話になる。
ポンチキを作るための伝統的な目的は、四旬節でのカトリック教会の断食の期間の前に、家にあるラード、砂糖、鶏卵、フルーツを全部使い切ってしまうというのが元々の主旨である。しかし近年は断食の習慣が廃れてきたため、「脂の木曜日」は単純に「いやというほどポンチキを食べる日」に変貌している。
炭水化物と脂肪を大量に使った高カロリー食（大きさにもよるが1個あたりだいたい250～500キロカロリー）でありながら、一般のペイストリーやドーナツ、あるいはドイツのベルリーナーよりも生地の口当たりがふんわりと軽く、もっちりとしており味もしつこくない。フィリングも甘すぎず薔薇ジャムなどの様々な香りが面白いこともあって、食べきれないと思うほど大量に用意したポンチキでもついつい次の1個に手が伸び、知らず知らずのうちに全部平らげてしまうことになるのである。1日でポンチキを大量に食べたことで急に太るということはない、または後で運動すればよい、というのがポーランド人の言い分である。
ポーランドでは脂の木曜日のたった一日だけで9500万個のポンチキが食べられている。あと少しで1億個に届きそうな勢いであるが、約3800万人いるポーランド国民の老若男女が平均2個半のポンチキをこの日に食べてしまうというわけである。

## 米国のポンチキ

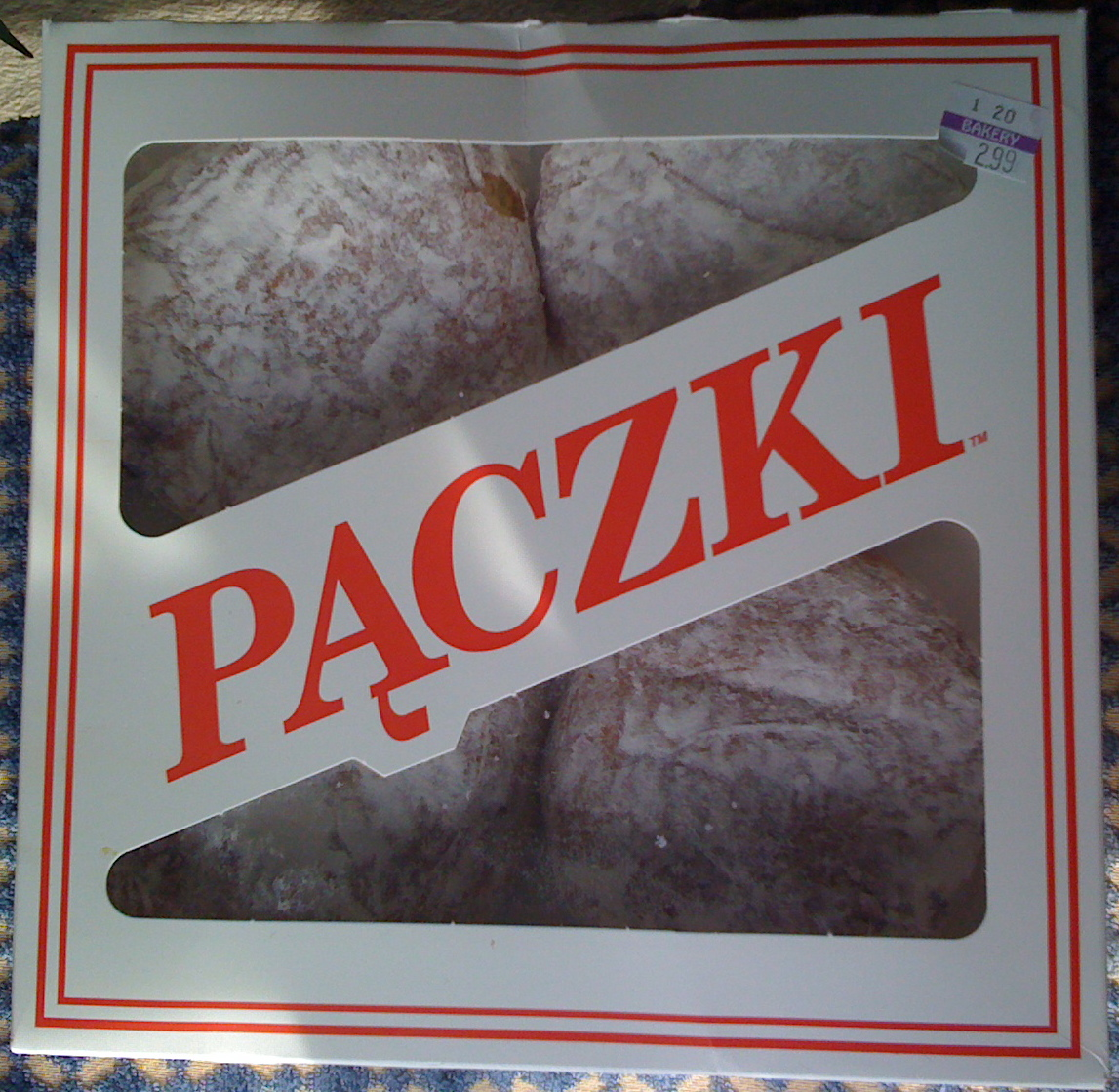
米国で売られているポンチキ（4個入りパック）

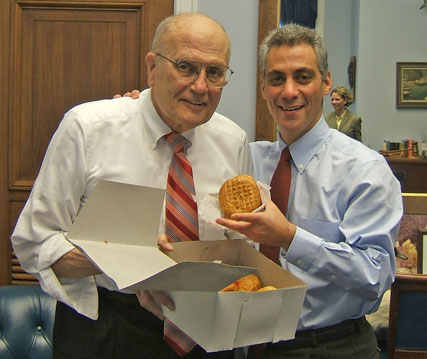
「ポンチキの日」を祝う元ミシガン州下院議員ジョン・ディンゲルとオバマ政権の前首席補佐官で元シカゴ市長のラーム・エマニュエル（写真の2006年当時はイリノイ州下院議員）

ポーランド系アメリカ人やパン業界によって、ポンチキは米国（特に中西部）で人気の食べ物となっている。ポーランド系アメリカ人の多くは脂の木曜日（ジュディグラ）でなく脂の火曜日（マルディグラと呼ばれる、灰の水曜日の前日）を「ポンチキの日」として祝い、やはり「いやというほど」ポンチキを食べる。
四旬節直前のお祭りとして、伝統的にどちらかといえば脂の木曜日はポーランドやドイツをはじめとする北ヨーロッパ系のカトリック教徒、脂の火曜日はフランスやイタリアなど南ヨーロッパ系のカトリック教徒が重視する傾向があったが、現代になるとどの国でもジュディグラとマルディグラの両方を盛大に祝うようになってきた。
米国のポンチキは本場ポーランドの製法のポンチキに加えて、ドーナツのようにチョコレートやカラーグレーズをかけた上にキャンディースプリンクルがトッピングされていたり、サイドに穴をあけたり輪切りにしたりしてフレッシュクリーム、カスタードクリーム、チョコレートクリームが大量に詰め込まれていたりする。こうなると一度に何個も食べられない代物になる。
シカゴその他アメリカ中西部の大都市にはそれぞれ大きなポーランド系共同体があるが、毎年の「ポンチキの日」は、移民してきたばかりの住民も長年の住民も分け隔てなく祝っている。また、この地域の住民は人種や宗教宗派に関係なく「ポンチキの日」を祝い、パン屋やケーキ屋の前に長蛇の列を作り、それぞれが大量のポンチキを買っていく。スーパーマーケットでも大量のポンチキが店頭に並ぶ。
バッファロー、トレド、クリーヴランド、デトロイト、グランドラピッズ、ミルウォーキー、サウスベンド、ウィンザーでも、「ポンチキの日」は脂の木曜日でなく脂の火曜日に食べられることが多いが、ポーランド系アメリカ人が200万人以上と非常に多く、旧世代のポーランド系住民と新世代のポーランド系住民が混住する「ワルシャワを除けば世界最大のポーランド人都市」シカゴではジュディグラとマルディグラの両方を「ポンチキの日」として祝うので、この期間に消費されるポンチキの量はさらに膨大となる。ニューヨーク市ブルックリンのポーランド人地区であるグリーンポイントではジュディグラを「ポンチキの日」としていたが、近年はマルディグラでもポンチキを大量に食べるようになってきた。
デトロイト市の飛び地であるハムトラムクでは毎年、「ポンチキの日パレード」が開催され、熱心な参加者たちがいる。グレーター・クリーヴランド地域ではポンチキが広く定着しており、「ポンチキの日」には多くのベーカリーで行列ができる。いくつかの地域では「ポンチキの日」の祝賀行事は聖パトリックの祝日の祝賀行事よりもはるかに大きな規模となっている。

## イスラエルのポンチキ
ポーランド出身のユダヤ人たちはポンチキ（イディッシュ語で「ポンチュケ」）を油で揚げ、ハヌカーのときに食べる（ハヌカーに油で揚げた物を食べる伝統による）。ポンチキを食べる習慣がイスラエルに持ち込まれると、ポーランド出身でないユダヤ人の間にもポンチキを食べる習慣が広まった。現代ヘブライ語でポンチキは「スフガニョット」として知られているが、この名称はポンチキとベルリーナー（一般のジェリー・ドーナツ）を区別していない。いっぽうイディッシュ語の「ポンチュケ」は当然のことながらポンチキを指す。